# الإخوة عبد الله

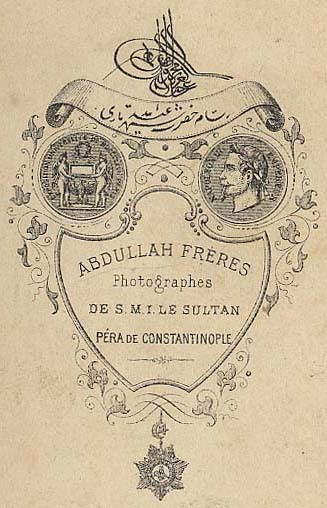
العلامة التجارية للإخوة عبد الله، تعلوها الطغراء السلطانية، علامة على كونهم مصوري البلاط الرسميين.

الإخوة عبد الله أو عبد الله فرير (بالفرنسية: Abdullah Frères، وبالتركية الحديثة: Abdullah Biraderler) هم ثلاثة من الإخوة العثمانيين ذوي الأصول الأرمنية عملوا بالتصوير الفوتوغرافي ونالوا شهرة عالمية في السنوات الأخيرة من وجود الدولة العثمانية. التقطوا صورًا للعديد من المعالم والشخصيات العامة، ومنهم بعض السلاطين الذين عاصروهم.

## الإخوة عبد الله
- فيشين عبداللاهيان (1820 ـ 1902): عُرف فيما بعد باسم عبد الله شكري (بالتركية الحديثة: Abdullah Şükrü) بعد تحوله إلى الإسلام.
- هوسيب عبد اللاهيان (1830 ـ 1908)
- كيفورك عبداللاهيان (1839 ـ 1928)

## تاريخ الإخوة عبد الله
بدأ فيتشين عمله بالتصوير الفوتوغرافي بتحسين الصور لدى المصور راباخ، الذي افتتح محترَفه الفوتوغرافي في حي بايزيد بالآستانة سنة 1856. وفي سنة 1858 عاد كيفورك ـ شقيق فيتشين الأصغر ـ من دراسته في أكاديمية مراد رفائيليان الأرمنية في البندقية، فقرر الشقيقان ومعهم شقيقهم هوسيب ترك استوديو راباخ وافتتاح استوديو خاص بهم أطلقوا عليه اسم «عبد الله فرير». وفي سنة 1867، باع الإخوة محلهم الكائن في حي بايزيد وانتقلوا إلى موقع أفضل في بيرا. ولم يلبث الإخوة عبد الله أن تبوؤوا مكانتهم بين أشهر المصورين الفوتوغرافيين في الدولة العثمانية. وفي سنة 1863، اختار السلطان عبد العزيز الإخوة عبد الله مصورين فوتوغرافيين رسميين لبلاطه، وهي صفة ظلوا يستخدمونها حتى أغلقوا محلهم سنة 1899. وفي سنة 1886، افتتح الإخوة فرعًا لهم بالقاهرة نزولًا على رغبة توفيق باشا خديو مصر.

### مشاهير صورهم الإخوة عبد الله
- عدد من سلاطين الدولة العثمانية، كالسلطان عبد العزيز وعبد المجيد الأول (صورة فوتوغرافية للوحة زيتية له)
- عدد من رجالات الدولة، كإبراهيم أدهم باشا وعثمان نوري باشا.
- شخصيات غربية، كالكاتب الأمريكي مارك توين.

## معرض الصور

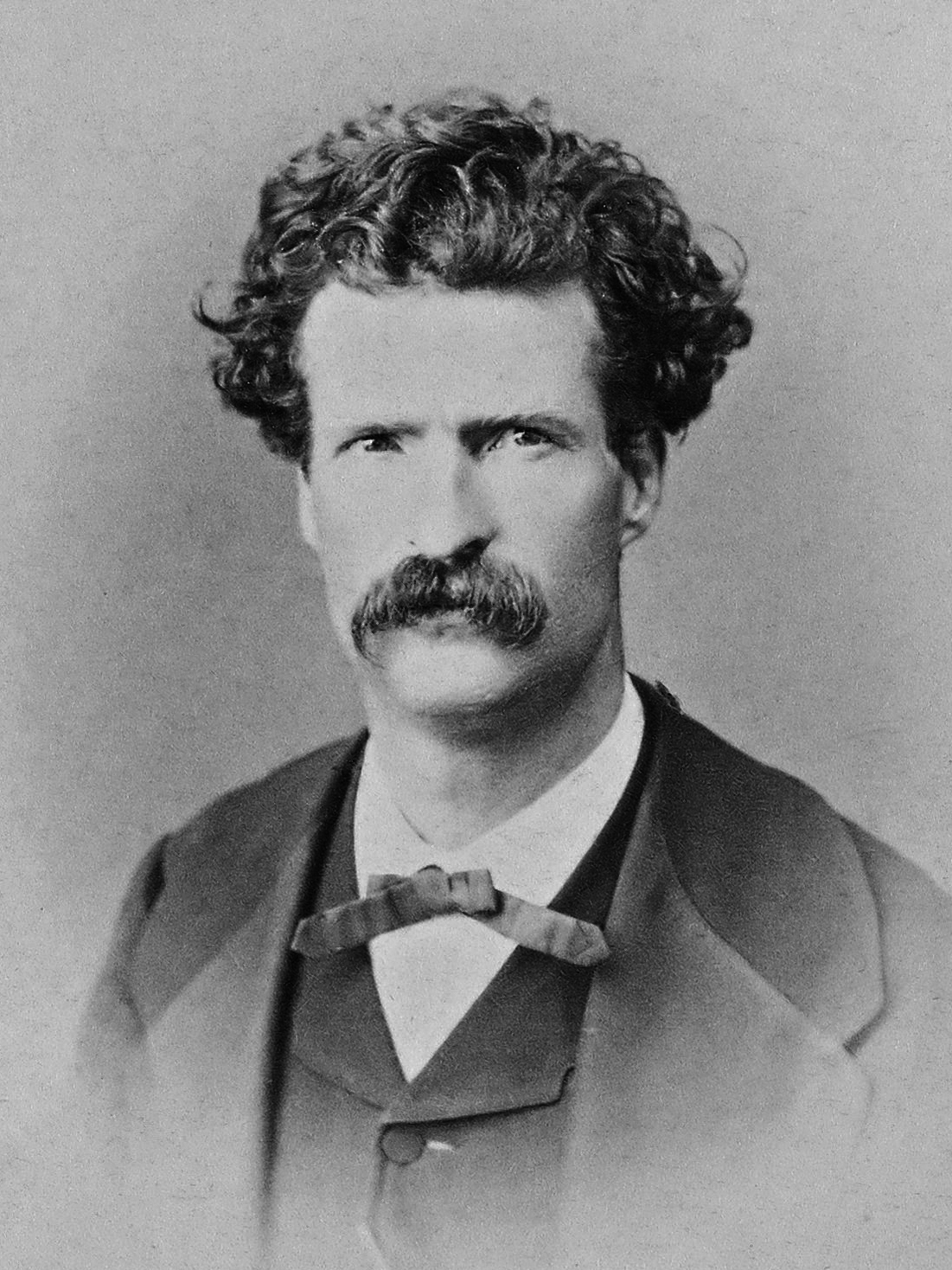
مارك توين. (1867)
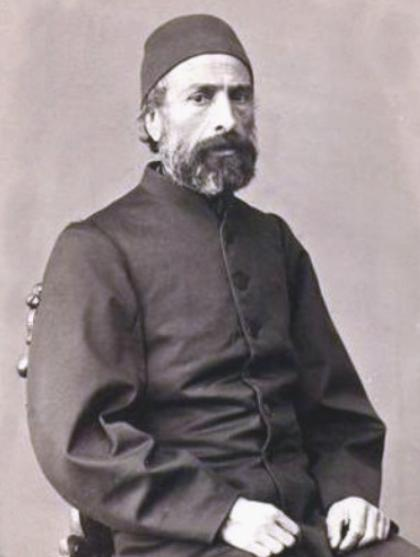
إبراهيم أدهم باشا. (نحو سنة 1877)
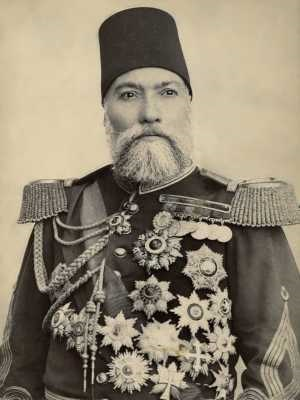
عثمان نوري باشا. (نحو سنة 1895)
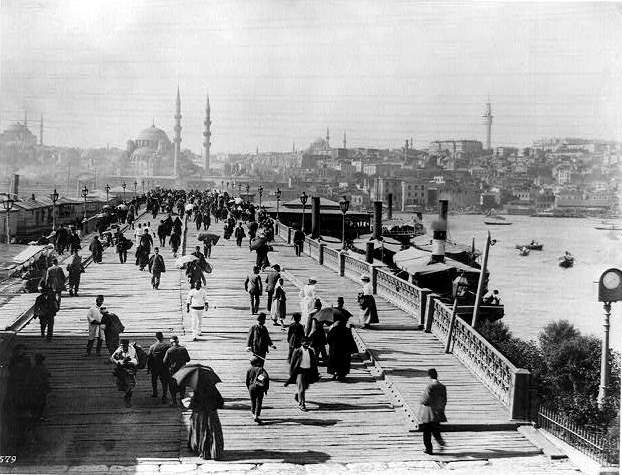
جسر غلطة.
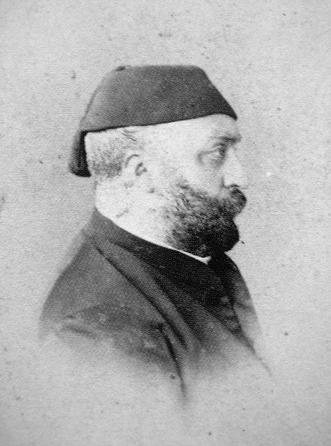
السلطان عبد العزيز.
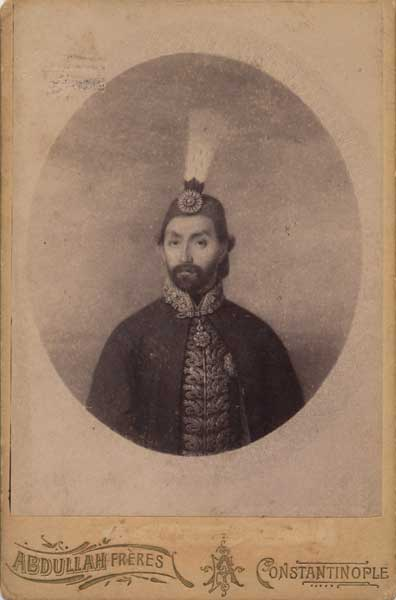
السلطان عبد المجيد (صورة لرسم زيتي).
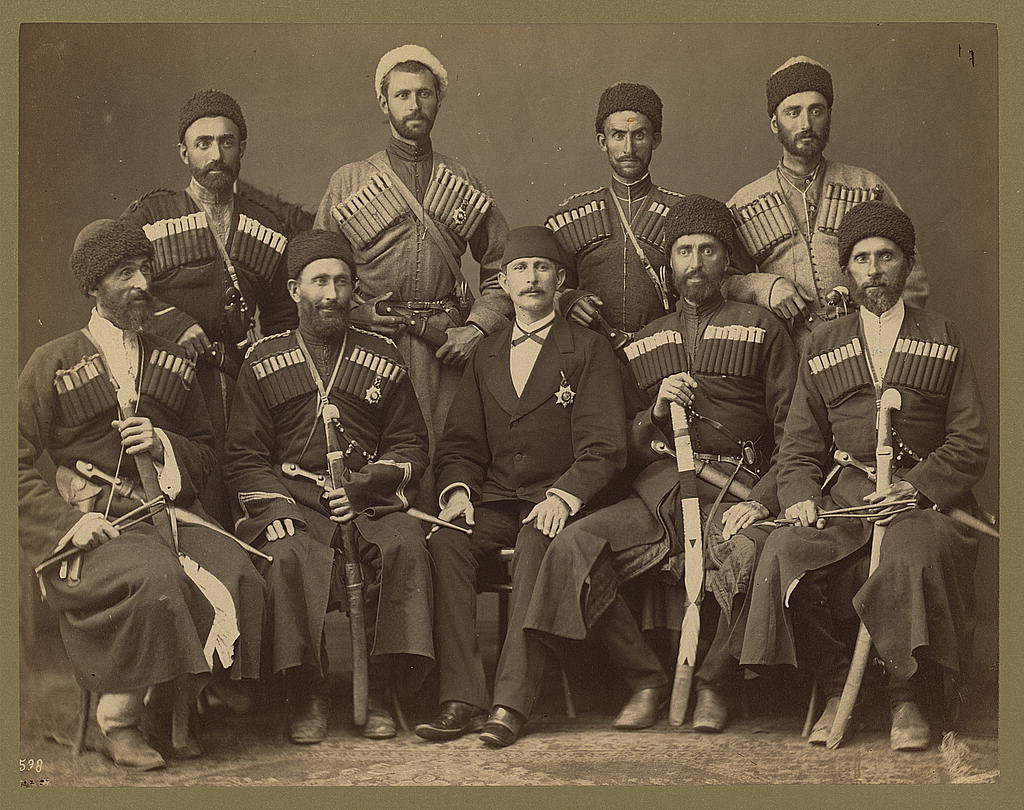
عدد من الرجال الشراكسة مع موظف عثماني.
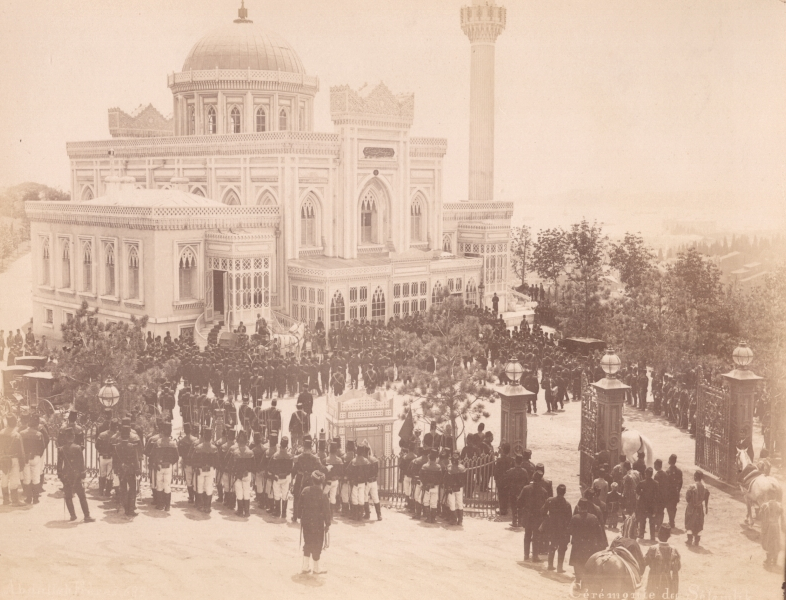
موكب السلطان يوم الجمعة أمام جامع يلدز بالآستانة.
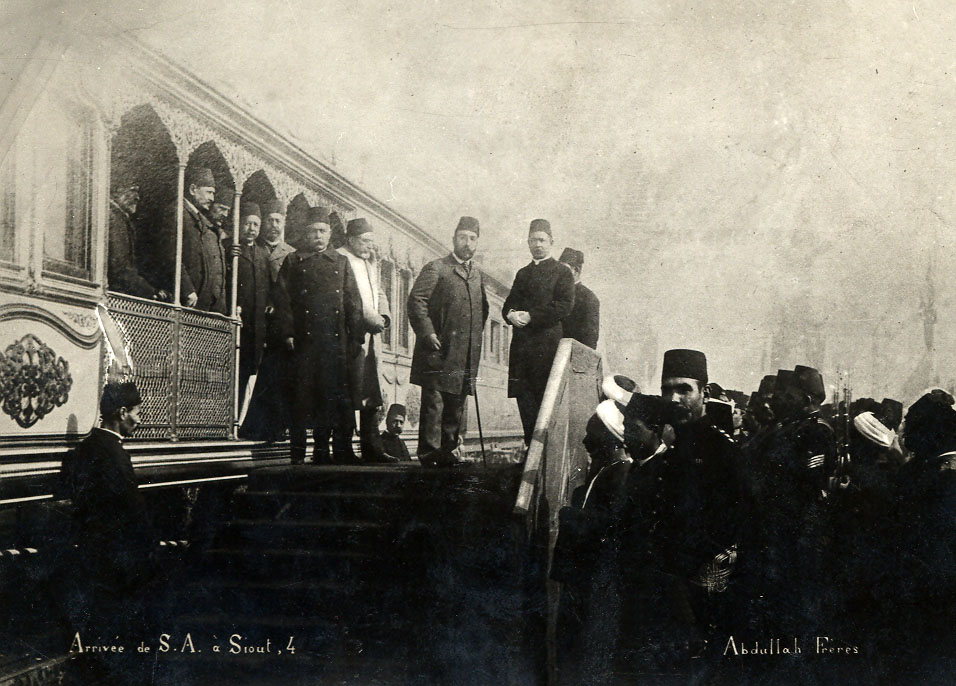
خديو مصر توفيق باشا.
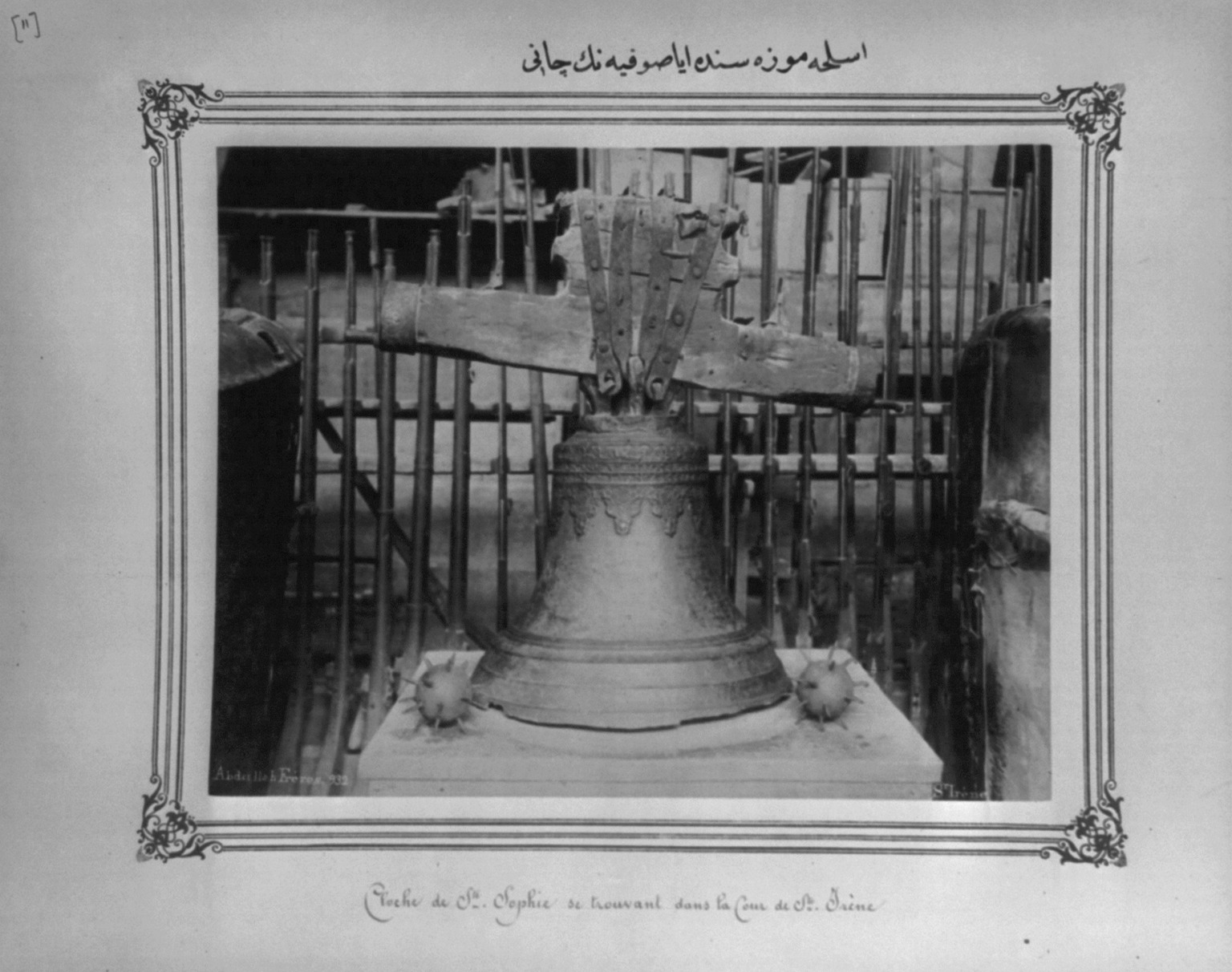
جرس آيا صوفيا.
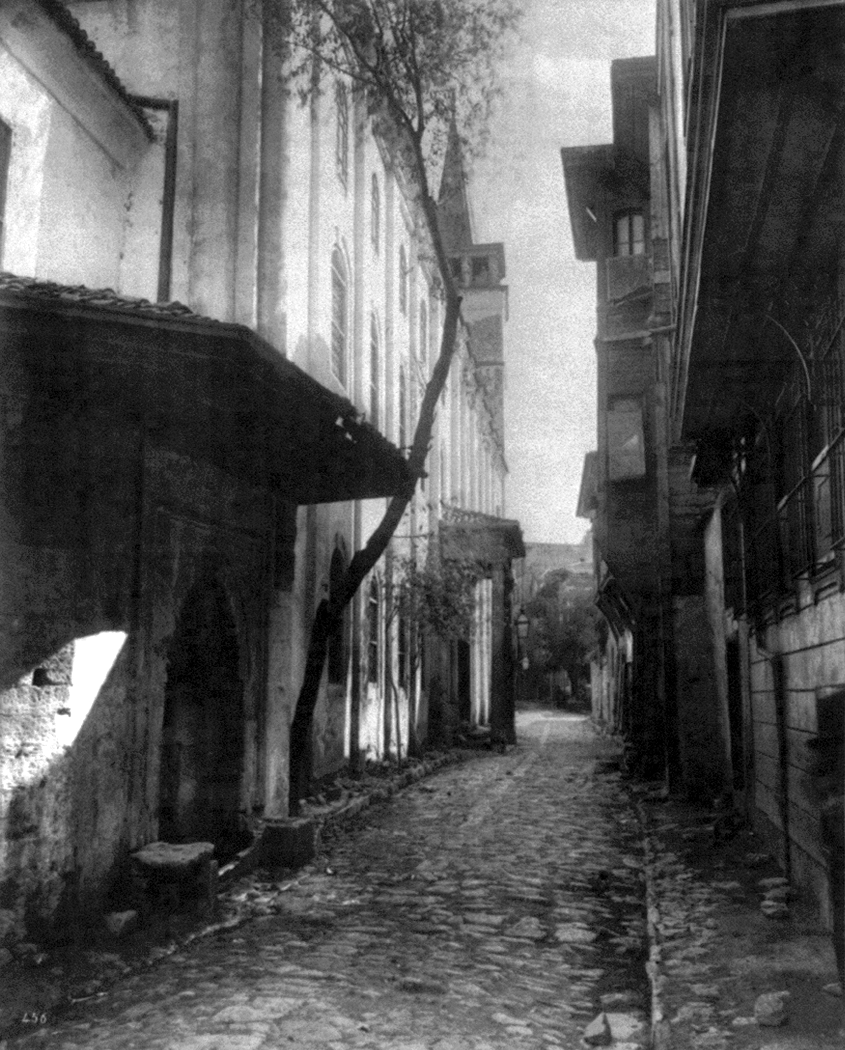
أحد شوارع غلطة.
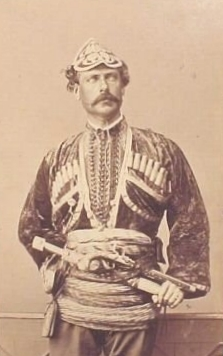
رجل جورجي (1870)
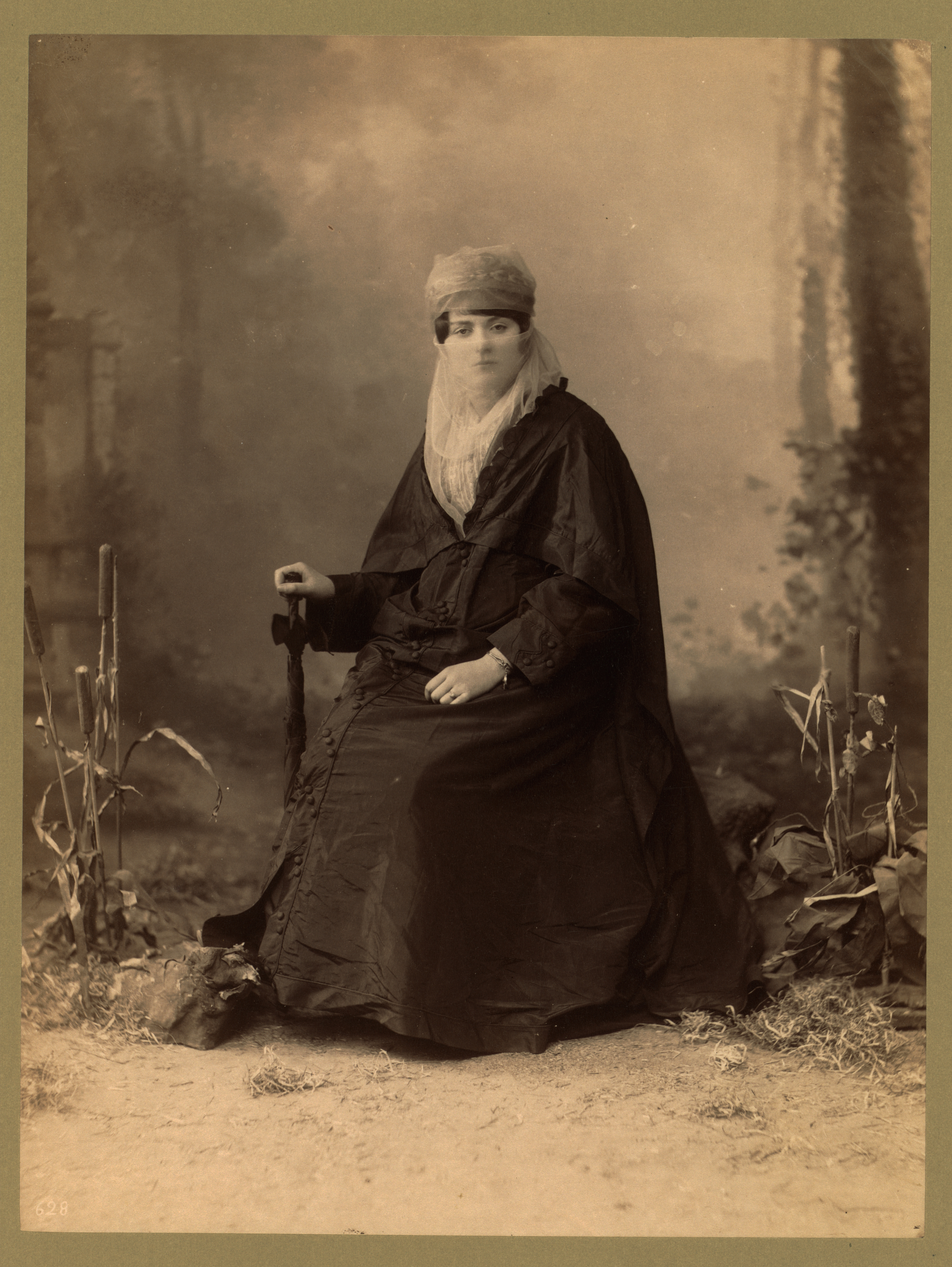
امرأة تركية.